# Gokoku-jinja
Un gokoku-jinja (kyūjitai : 護國神社 ; shinjitai : 護国神社, litt. « sanctuaire pour la protection de la nation »)  est un sanctuaire shinto dédié aux esprits des personnes mortes à la guerre pour le Japon depuis la restauration de Meiji jusqu'à la Seconde Guerre mondiale. Bien que ces sanctuaires soient d'abord connus sous le nom de shōkonjō (招魂場, « site d'invitation aux esprits ») et de shōkonsha (招魂社, « sanctuaire d'invitation aux esprits »), ils sont unifiés sous le nom de « shōkonsha » en 1875 puis renommés « gokoku-jinja » en 1939 sur l'ordre du ministère de l'Intérieur.

## Histoire
Le rite d'honneur des soldats morts au combat apparaît dans les années 1840 dans les domaines féodaux. En mai 1868, le gouvernement de Meiji institue la reconnaissance des soldats tombés pour défendre le pays, et des sanctuaires sont créés pour apaiser ces esprits. En 1869, le sanctuaire Tōkyō Shōkonsha est fondé pour rendre hommage aux 3 588 âmes des soldats morts durant la guerre de Boshin de 1868. 
Avec l'abolition du système han de 1871, tous les shōkonsha locaux passent sous la juridiction nationale, avec le Tōkyō Shōkonsha pour sanctuaire principal. Avec l'unification de tous les sanctuaires en 1875, le rite kansai shōkonsha est institué à l'échelle nationale, et tout esprit ajouté à un temple est automatiquement intégré au Tōkyō Shōkonsha. Un système similaire existe alors aux shōkonsha privés qui rendent hommage aux seigneurs féodaux anciens tombés au combat et qui possèdent un « rite privé ».
En 1879, le Tōkyō Shōkonsha prend le nom de « sanctuaire Yasukuni » et est promu « sanctuaire national de rang privé », mais les autres shōkonsha ne sont réunis qu'en 1939 par le ministère de l'Intérieur en 110 shōkonsha nationaux et privés nommés gokoku-jinja.
Ils sont classés en deux catégories : les « spécialement sélectionnés » par le ministère, et le reste n'a pas de désignation spéciale. Un sanctuaire spécial existe par préfecture et les esprits qui résident dans le sanctuaire (saijin) sont des personnes originaires de ces préfectures. Chaque sanctuaire est géré par un prêtre principal et des assistants. Il y a de plus certains sanctuaires qui ne font pas partie du système national (kindai shakaku seido), même s'ils sont désignés de facto comme des sanctuaires au niveau de la préfecture. Les autres sanctuaires qui ne sont pas « spécialement sélectionnés » sont considérés comme des « sanctuaires de villages ».
Après la reddition du Japon de 1945, ces sanctuaires sont très surveillés par les autorités d'occupation, et beaucoup doivent changer de noms, même si après le retour à la souveraineté en 1952, ces changements sont annulés. De plus, ces sanctuaires sont séparés de l'administration locale comme le reste des sanctuaires shinto, et enregistrés comme des personnes morales religieuses puis comme des corps religieux indépendants placés sous le contrôle de l'association des sanctuaires shinto. De nos jours, ces sanctuaires continuent de rendre hommage aux esprits des personnes mortes pour les organismes publics locaux et le sanctuaire Yasukuni reste le sanctuaire principal des gokoku-jinja.

## Liste
| Nom                           | Kanji              | Ville      | Image |
| ----------------------------- | ------------------ | ---------- | ----- |
| Hakodate Gokoku-jinja         | 函館護國神社       | Hakodate   |       |
| Sapporo Gokoku-jinja          | 札幌護國神社       | Sapporo    |       |
| Hokkaidō Gokoku-jinja         | 北海道護國神社     | Asahikawa  |       |
| Fukushima Gokoku-jinja        | 福島縣護國神社     | Fukushima  |       |
| Miyagi Gokoku-jinja           | 宮城縣護國神社     | Sendai     |       |
| Yamagata Gokoku-jinja         | 山形縣護國神社     | Yamagata   |       |
| Iwate Gokoku-jinja            | 岩手護國神社       | Morioka    |       |
| Akita Gokoku-jinja            | 秋田縣護國神社     | Akita      |       |
| Aomori Gokoku-jinja           | 青森縣護國神社     | Hirosaki   |       |
| Chiba Gokoku-jinja            | 千葉縣護國神社     | Chiba      |       |
| Saitama Gokoku-jinja          | 埼玉縣護國神社     | Saitama    |       |
| Gunma Gokoku-jinja            | 群馬縣護國神社     | Takasaki   |       |
| Tochigi Gokoku-jinja          | 栃木縣護國神社     | Utsunomiya |       |
| Ibaraki Gokoku-jinja          | 茨城縣護國神社     | Mito       |       |
| Yamanashi Gokoku-jinja        | 山梨縣護國神社     | Kōfu       |       |
| Shizuoka Gokoku-jinja         | 靜岡縣護國神社     | Shizuoka   |       |
| Aichi Gokoku-jinja            | 愛知縣護國神社     | Nagoya     |       |
| Gifu Gokoku-jinja             | 岐阜護國神社       | Gifu       |       |
| Nōhi Gokoku-jinja             | 濃飛護國神社       | Ōgaki      |       |
| Hida Gokoku-jinja             | 飛騨護國神社       | Takayama   |       |
| Nagano Gokoku-jinja           | 長野縣護國神社     | Matsumoto  |       |
| Mie Gokoku-jinja              | 三重縣護國神社     | Tsu        |       |
| Niigata Gokoku-jinja          | 新潟縣護國神社     | Niigata    |       |
| Toyama Gokoku-jinja           | 富山縣護國神社     | Toyama     |       |
| Ishikawa Gokoku-jinja         | 石川護國神社       | Kanazawa   |       |
| Fukui Gokoku-jinja            | 福井縣護國神社     | Fukui      |       |
| Shiga Gokoku-jinja            | 滋賀縣護國神社     | Hikone     |       |
| Kyōto Ryōzen Gokoku-jinja     | 京都霊山護國神社   | Kioto      |       |
| Ōsaka Gokoku-jinja            | 大阪護國神社       | Ōsaka      |       |
| Hyōgo Kōbe-Gokoku-jinja       | 兵庫縣神戸護國神社 | Kōbe       |       |
| Hyōgo-ken-Himeji-Gokoku-jinja | 兵庫縣姫路護國神社 | Himeji     |       |
| Nara Gokoku-jinja             | 奈良縣護國神社     | Nara       |       |
| Wakayama Gokoku-jinja         | 和歌山縣護國神社   | Wakayama   |       |
| Okayama Gokoku-jinja          | 岡山縣護國神社     | Okayama    |       |
| Bingo Gokoku-jinja            | 備後護國神社       | Fukuyama   |       |
| Hiroshima Gokoku-jinja        | 廣島護國神社       | Hiroshima  |       |
| Yamaguchi Gokoku-jinja        | 山口縣護國神社     | Yamaguchi  |       |
| Matsue-Gokoku-jinja           | 松江護國神社       | Matsue     |       |
| Hamada-Gokoku-jinja           | 濱田護國神社       | Hamada     |       |
| Tottori Gokoku-jinja          | 鳥取縣護國神社     | Tottori    |       |
| Tokushima Gokoku-jinja        | 徳島縣護國神社     | Tokushima  |       |
| Kagawa Gokoku-jinja           | 香川縣護國神社     | Zentsūji   |       |
| Ehime Gokoku-jinja            | 愛媛縣護國神社     | Matsuyama  |       |
| Kōchi Gokoku-jinja            | 高知縣護國神社     | Kōchi      |       |
| Fukuoka Gokoku-jinja          | 福岡縣護國神社     | Fukuoka    |       |
| Saga Gokoku-jinja             | 佐賀縣護國神社     | Saga       |       |
| Ōita Gokoku-jinja             | 大分縣護國神社     | Ōita       |       |
| Kumamoto Gokoku-jinja         | 熊本縣護國神社     | Kumamoto   |       |
| Miyazaki Gokoku-jinja         | 宮崎縣護國神社     | Miyazaki   |       |
| Nagasaki Gokoku-jinja         | 長崎縣護國神社     | Nagasaki   |       |
| Kagoshima Gokoku-jinja        | 鹿児島縣護國神社   | Kagoshima  |       |
| Okinawa Gokoku-jinja          | 沖縄縣護國神社     | Naha       |       |

1. ↑  L'écriture officielle du nom de ces sanctuaires était en kyūjitai, avant la réforme de 1946.

## Source de la traduction
- (es) Cet article est partiellement ou en totalité issu de l’article de Wikipédia en espagnol intitulé « Gokoku-jinja » (voir la liste des auteurs).